# Hibernacul

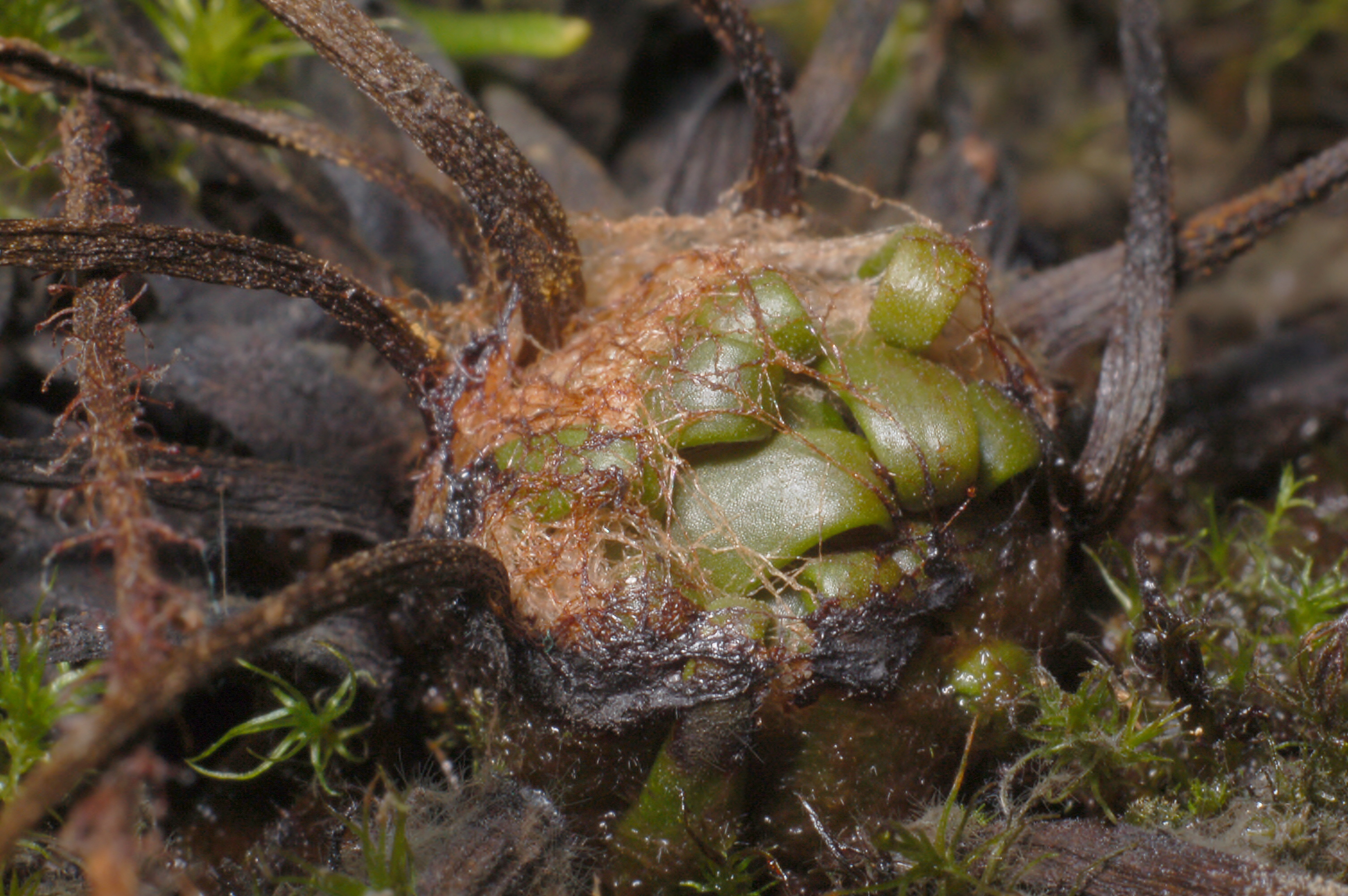
Hibernacul la Drosera filiformis

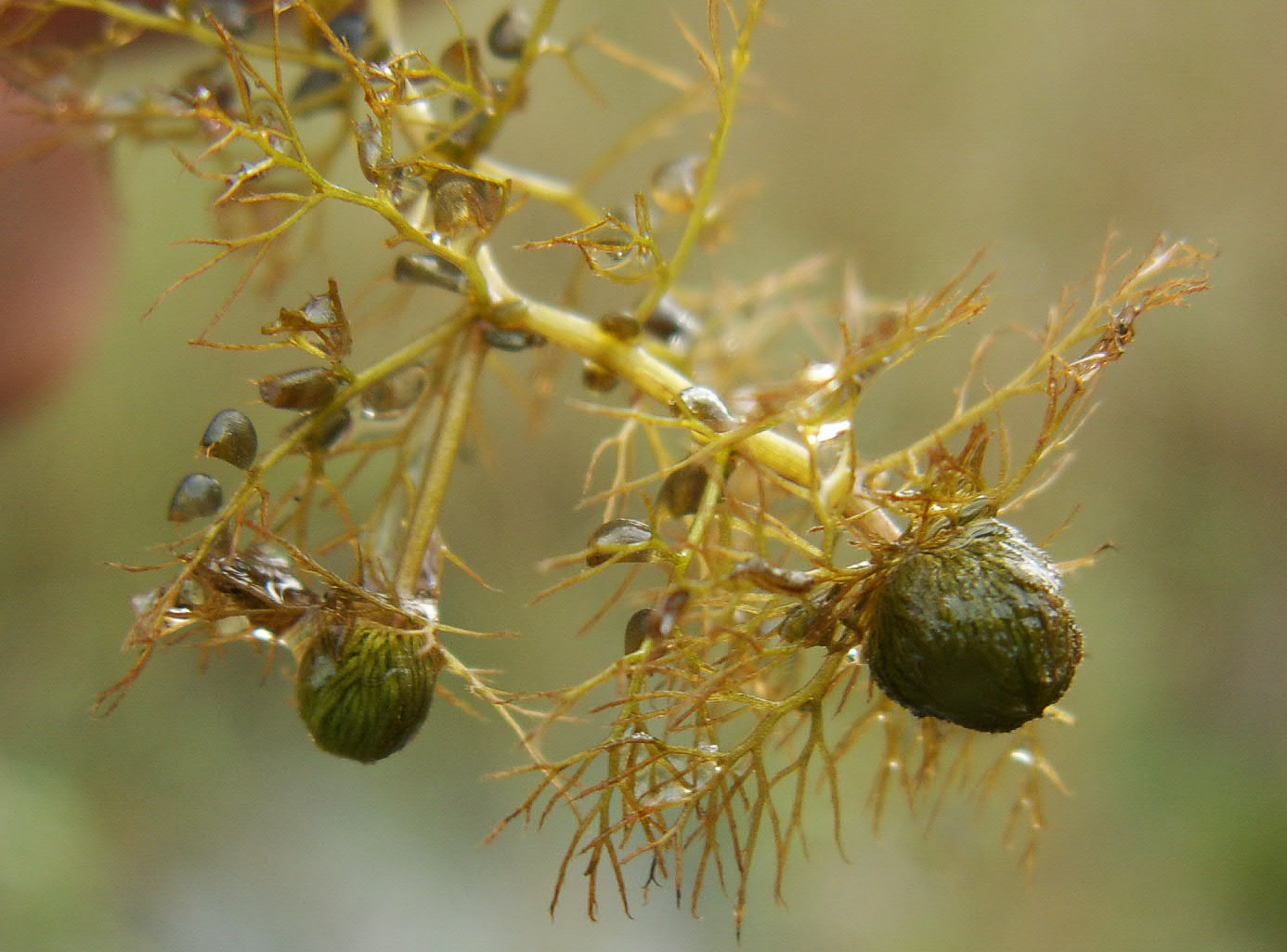
Turioni (hibernaculi) în vârful tulpinii la otrăţelul de apă (Utricularia vulgaris)

Hibernaculul (din latina hibernaculum = locuință de iarnă) numit și mugur de iarnă, este un mugur metamorfozat și caduc, de formă sferică sau ovală, caracteristic plantelor acvatice, care se formează toamna lateral sau în vârful tulpinii, după care se detașează de plantă, iernează pe fundul bălților, iar primăvara produce noi plante. Hibernaculul este deci un mugur caulinar (adică care se dezvoltă pe tulpină), adaptat structural și funcțional pentru a rezista în timpul iernii. Din el se formează în anul următor o nouă plantă. Se întâlnește la mai multe plantele acvatice: cosor (Ceratophyllum), vioreaua de baltă (Hottonia), iarba broaștelor (Hydrocharis), peniță (Myriophyllum), broscariță (Potamogeton), săgeata apei (Sagittaria), otrățel (Utricularia), cornaci (Trapa natans) etc. Astfel otrățelul de baltă (Utricularia vulgaris) spre toamnă dezvoltă muguri de iarnă (hibernacule) cu ajutorul cărora rezistă pe fundul apelor împotriva intemperiilor iernii. Aceste hibernacule iernează, în primăvara următoare se ridică la suprafața apei și se dezvoltă treptat, formând o nouă plantă. Alt exemplu, la săgeata apei (Sagittaria sagittifolia), în toamnă, spre sfârșitul perioadei de vegetație la extremitatea stolonilor se formează tuberculi de iarnă (hibernaculi) care iernează în nămol, în timp ce planta mamă putrezește. Primăvara tuberculii dau naștere la plante noi. Spre deosebire de hibernacul, turionul (din latina turio = lăstar) este un fragment de ramură cu muguri, rădăcini și frunze modificate, adaptate pentru a rezista pe timpul iernii, în special la plantele acvatice, aspect întâlnit la broscariță (Potamogeton crispus), otrățel (Utricularia vulgaris) etc. Mai mulți autori consideră turionul și hibernacul ca sinonime.